# Giboni
Mali čovekoliki majmuni (лат. Hylobatidae – Hilobatidi), ili giboni, su porodica primata. Prema ranijoj biosistematici, ova porodica je imala samo jedan rod (Hylobates), iz kojega su izdvojena tri nova, tako da se sada giboni svrstavaju u četiri roda. Naseljavaju tropske i suptropske kišne šume, od severoistoka Indije i južne Kine na severu, do Indonezije (uključujući i ostrva Sumatra, Borneo i Java) na jugu.

## Pozicija među hominoidima
Označavani su i kao mali čovekoliki majmuni, da bi ih razlikovali od „velikih čovekolikih majmuna“, u koje spadaju gorile, šimpanze i ljudi. Od njih se razlikuju po veličini i lako uočljivom polnom dimorfizmu, a po nekim morfološko-anatomskim detaljima više podsećaju na psetolike majmune (Cynomorpha) koji se u engleskom jezičkom području pojedinačno označavaju kao monkey (=majmun), dok za „velike majmune“ ili čovekolike majmune u engleskom jeziku postoji posebna reč (ape, apes) koja ih jasno određuje. Ta činjenica je mnogo puta dovela u zabunu pisce udžbenika na južnoslavenskim jezicima, i posledično do nepotrebnog brkanja pojmova.
Za razliku od „velikih čovekolikih majmuna“, giboni ne prave gnezda. Ali, kao i svi veliki majmuni, i giboni su evoluirali u bezrepe forme. Takođe ispoljavaju vezanost polnih parova, za razliku od većine velikih majmuna. Majstori su svog primarnog načina kretanja – brahijacije, njihajući se sa grane do grane i na udaljenostima do 15 m, pri brzinama do 55 km/h. Takođe mogu da naprave skokove dužine do 8 m, a hodaju dvonožno sa podignutim rukama za balansiranje. Oni su najbrži i najagilniji od svih stanovnika u krošnjama drveća – neletećih sisara.
U zavisnosti od vrste i pola, boja gibonskog krzne varira od tamno do svetlo smeđe nijanse, kao i negde između crne i bele. Retko su viđaju potpuno beli giboni.
Gibonske vrste obuhvataju sijamanga, belorukog ili lar gibona i huloka.

## Opis
Jedinstveni aspekt anatomije gibona je da im je zglob prednjih uglova kuglast, što omogućava biahijalne pokrete na njišućim granama. Ovo znatno smanjuje potrebnu količinu energije u gornjim udovima i torzu, a takođe smanjuje pritisak na rameni zglob. Giboni takođe imaju duge prednje i zadnje udove, sa dubokim razmacima između prvog i drugog prsta prednjih šaka. Krzno gibona je obično crno, sivo ili smeđe, ali često s belim belezima na rukama, nogama i licu. Muški giboni ponekad dobijaju tamne mrlje na belim površinama da pokažu da su pogodan izbor za parenje. Neke vrste imaju proširene kese na grlu, koje se naduvavaju i služe za snažnije vibracije i odzvanjanje komora pri oglašavanju. Kod nekoliko vrsta, ova struktura je ogromna – jednaka veličini glave životinje. Njihov glas je mnogo snažniji od bilo kog ljudskog pevača, iako imaju, u najboljem slučaju, pola visine muškarca.
Lobanje i zubi gibona nalikuju onima kod velikih majmuna, a njihovi nosevi su slični onima kod svih uskonosnih primata. Zubna formula im je: 2.1.2.32.1.2.3  U rodu Siamang, koji ima najviše (17) vrsta, izdvaja se po tome što na stopalima ima po dva prsta spojena, po čemu su izvedena i generička imena vrsta Symphalangus i Syndactylus.

## Evoluciona istorija
Celokupna analiza genomskog molekularnog datiranja indicira da se gibonska loza odvojila od velikih čovekolikih majmuna pre oko 16,8 miliona godina (Mya) (95% interval pouzdanosti: 15,9 – 17,6 Mya; s obzirom na odvajanje pre 29 Mya od majmuna). Adaptivna divergencija asocirana sa hromozomalnim preuređivanjem dovela je do brzog razdvajanja četir roda pre 5-7 Mya. Svaki rod se sastoji od osobene, jasno ocrtane loze, mada je bilo teško da se razreši hronologija razdvajanja tih rodova, čak koristeći i podatke celokupnog genoma, usled radijativnih specijacija i ekstenzivno nekompletnog sortiranja rodova. Nedavna koaliciono-bazirana analiza podataka o stablima vrsta genomske skale ukazuje na filogeniju za četiri roda koja su uređena kao (Hylobates, (Nomascus, (Hoolock, Symphalangus))). Na nivou vrste, procene iz analize mithohondrijskog DNK genoma sugerišu da se Hylobates pileatus udaljio od H. lar i H. agilis pre oko 3,9 miliona godina, a H. lar i H. agilis su razdvojeni pre oko 3,3 miliona godina. Analiza celokupnog genoma sugeriše divergenciju Hylobates pileatus iz Hylobates moloch pre oko 1,5-3,0 Mya. Izumrli Bunopithecus sericus je gibon ili gibonoliki majmun, za kojeg se, do nedavno, mislio da je u bliskoj vezi sa hulok gibonima.

### Taksonomija
Familija Hylobatidae: giboni
Familija je podeljena u četiri roda na bazi diploidnog hromozomskog broja u hromozomskoj garnituri: Hylobates (2n=44), Hoolock (2n=38), Nomascus (2n=52) i Symphalangus (2n=50). Postoji izumrli peti rod sa imenom Bunopithecus koji je bilo gibon ili gibonski čovekoliki majmun. Izumrli šesti rod, Junzi, je identifikovan 2018. godine na bazi parcijalne lobanje nađene u Kini.

#### Postojeće vrste
- Rod Hulok gibon
  - Zapadni hulok gibon
  - Istočni hulok gibon
  - Nebeski hodač hulok gibon[13]
- Rod  Patuljasti giboni
  - Beloruki gibon ili Lar gibbon (H. lar)
    - Malezijski lar gibon ()
    - Karpenterov lar gibon ()
    - Centralni lar gibon ()
    - Sumatranski lar gibon ()
    - Junanski lar gibon ()

  - Bornejski belobradi gibon
  - Crnoruki gibon
  - Sivi gibon, Milerov ili bornejski gibon
    - Milerov sivi gibon ()
    - Abotov sivi gibon ()
    - Severni sivi gibon ()

  - Srebreni gibon
    - Zapadni srebreni gibon ili zapadnojavanski gibon ()
    - Istočni srebreni gibon ili centralnojavanski gibon ()

  - Kmerski, krunasti ili kapasti gibon
  - Klosov gibon, mentavajski gibon ili bilou (H. klossii)
- Rod 
  - Sijamang
- Rod : Ćubasti giboni
  - Severni žutoobrazi gibon
  - Jednobojni ili crnoćubi gibon

  - Istočni crnoćubi gibon ili Cao Vit crnoćubi gibon
  - Hajnanski crnoćubi gibon
  - Severni beloobrazi gibon
  - Južni beloobrazi gibon
  - Žutoobrazi gibon

#### Fosilni rodovi
- Rod
- Rod

### Hibridi
Mnoge gibone je teško je identifikovati na osnovu boje krzna, tako da su identifikovani prema oglašavanju (Hylobates lar × H. muelleri) ili genetičkim markerima. Ove morfološke nejasnoće dovele su do hibrida u zoološkim vrtovima. Zoološki vrtovi često primaju gibone nepoznatog porekla i zbog toga se oslanjaju na morfološke varijacije ili oznake koje je nemoguće proveriti da se odredi vrsta ili podvrsta. Tako se dešava da je uobičajeno da se jedinke različitih vrsta gibona, koje su pogrešno identifikovane, smeštaju zajedno. Interspecijski i intergenerički hibridi takođe se javljaju i u divljini, gde se granice različitih kategorija međusobno preklapaju. Međutim, nema podataka da postoje plodni hibridi između različitih gibonskih rodova, ni u divljini, niti u zatočeništvu.

## Ponašanje
Giboni su društvene životinje. Oni su jako teritorijalni i brane svoje granice, energičnim vizuelnim i vokalnim ispoljavanjem. Mogu se čuti i na razdaljini od oko 1 km, a u tome se udružuju u duet reprodukcijskog para, u čemu im se ponekad pridružuju i mladi. Kod većine vrsta, muškarci, a u nekim takođe i ženke, pevaju i solo da privuku parnjake, kao i u obeležavanju svoje teritorije. „Pesma“ se može koristiti za identifikaciju ne samo koja vrsta gibona peva, nego i područja iz kojeg dolazi.
Gibon obično zadržavaju istog partnera tokom života, iako oni uvek ne ostaju polno monogamni. Osim ekstraparifikacija, parovi gibona se ponekad „razvode”.
Majstori su svog primarnog načina kretanja – brahijacije njišući se od grane do grane na jednokratne udaljenosti do oko 15 m, pri brzinama i do 55 km/h. Kuglasti zglobovi omoguju nenadmašnu brzinu i preciznost pri njihanju kroz drveće. Ipak, njihov način transporta može dovesti do opasnosti kada grana pukne ili su dlanovi vlažni. Istraživači procenjuju da većina gibona pati od fraktura kosti – jednom ili više puta tokom života. Oni su najbrži i najagilniji od svih sisarkih stanovnika u krošnjama stabla.

## Konzervacijski status
Većina vrsta gibona su ugrožene, prvenstveno zbog degradacije ili gubitka šumskih staništa. Na ostrvu Puket u Tajlandu, volonterski bazirani Gibonski rehabilitacioni centar se bavi spasavanjem gibona koji su držani u zatočeništvu, i koji se puštaju u divljinu. Kalavejtski projekat isto tako ima gibonske rehabilitacione centre na Borneu i Sumatri.
Specijalizovana grupa za primate odbora za opstanak vrsta Međunarodne unije za zaštitu prirode objavila je da je 2015. godina gibona, i bili su inicirani događaji širom sveta u zoološkim vrtovima s ciljem promovisanja poznavanja statusa gibona.